# Traça-do-cacau
A traça-do-cacau (nome científico: Ephestia cautella) é uma pequena espécie de mariposa. Seu comprimento médio é de 10 mm Sua coloração é acinzentada, apresenta nas asas anteriores, três estrias transversais, sendo uma próxima a cada ponta e as outras duas na base. As asas posteriores são largas e transparentes.

## Ciclo de vida
Em condições favoráveis de temperatura e umidade, seu ciclo biológico dura em média 25 dias. O inseto adulto vive no máximo 14 dias.

## Reprodução
A fêmea deposita cerca de 300 ovos livremente sobre o produto que ataca, como o próprio nome da espécie diz, geralmente o produto atacado é o cacau. A larva é esbranquiçada, com pequenos pontos escuros sobre o corpo. Quando ataca o fruto, a lagarta se alimenta no interior da amêndoa e, através do orifício de entrada, expele os seus excrementos, que são ligados entre si, por uma teia de seda secretada por ela. Nos armazéns, a lagarta quando completa o seu desenvolvimento, migra, com frequência, para os cantos das paredes, vigamentos do telhado e locais pouco iluminados, onde tece um casulo e se transforma em pupa.

## Praga
A traça-do-cacau é considerada uma praga para os grãos inteiros e sadios, além das amêndoas do cacau. Assim, o ataque se limita aos grãos já infestados por outros insetos e com amêndoas já danificadas, apresentando alta percentagem de impurezas e quebradas. Entretanto, pode ser classificada como praga primária, para as farinhas de cereais e outros produtos moídos, tanto pelos danos causados pela contaminação de suas sedosidades e excrementos.

## Fonte
- «Ephestia cautella - Traça do cacau» Arquivado em 12 de agosto de  2014, no Wayback Machine.